# 술

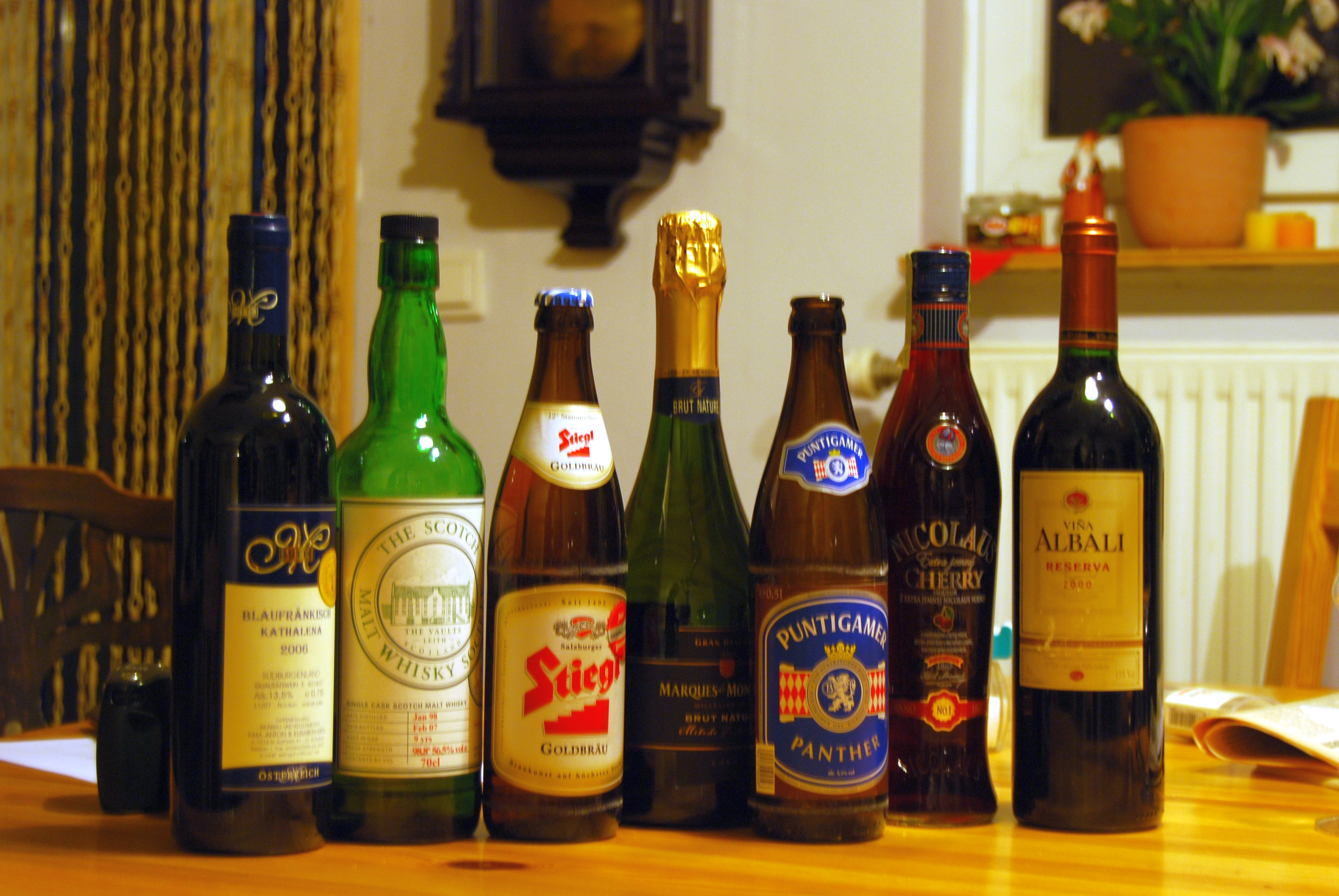
여러 술병들의 모습

술(酒, 영어: Alcoholic Drink)은 에탄올 성분을 1% 이상 함유하여 마시면 취하게 되는 음료이자 기호식품이다. 술에 들어가는 원료는 에틸알코올이다.
술은 알코올의 일종인 에탄올을 함유하고 곡물, 과일 또는 기타 설탕 공급원을 발효하여 생성되는 음료이다. 술의 소비는 많은 문화권에서 중요한 사회적 역할을 한다. 술은 일반적으로 맥주, 와인, 증류주의 세 가지 등급으로 나뉘며 일반적으로 알코올 함량은 3%~50%이다.
후기 석기 시대 주전자의 발견은 적어도 신석기 시대(기원전 10,000년경)부터 의도적으로 발효된 음료가 존재했음을 시사한다. 대부분의 국가에는 술의 생산, 판매 및 소비를 규제하는 법률이 있으며, 금주 운동은 술 소비를 반대한다. 규정에 따라 알코올 함량 비율(ABV 또는 증명)을 표시하고 경고 라벨을 사용해야 할 수도 있다. 일부 국가에서는 술 섭취를 금지하지만 세계 대부분의 지역에서는 술이 합법적이다. 2017년 전 세계 주류 산업 규모는 1조 5천억 달러를 넘어섰다.
술은 세계에서 가장 널리 사용되는 기분전환용 약물 중 하나이며, 현재 전체 인류의 약 33%가 술을 마시고 있다. 2015년 미국인 중 86%의 성인이 어느 시점에서 술을 마셨으며, 지난해에는 70%, 지난 달에는 56%가 술을 마셨다. 다른 몇몇 동물도 인간과 유사하게 술에 영향을 받으며, 한번 마시면 알코올에 영향을 받으며 기회가 주어지면 다시 소비하게 된다. 그러나 인간은 의도적으로 술을 생산하는 것으로 알려진 유일한 종이다.
술은 저용량으로 행복감을 유발하고 불안을 감소시키며 사교성을 증가시키는 진정제 역할을 한다. 고용량에서는 술 취함, 혼미, 의식 상실 또는 사망을 유발한다. 장기간 사용하면 알코올 복용 장애, 여러 유형의 암 발병 위험 증가, 심혈관 질환 및 신체적 의존으로 이어질 수 있다. 세계 보건 기구(WHO)에 따르면 알코올은 가장 위험한 발암 물질에 속하며 아무리 많이 섭취해도 안전하다고 간주할 수 없다.

## 역사
기원전 9,000년 경 메소포타미아에서는 이미 맥주를 만들어 마셨다. 또한 와인은 고대 그리스 시대에 지중해 연안 곳곳에서 생산되었다. 그리고 한국에서는 삼국시대 이전부터 술을 만들어 먹었다. 소주는 고려 시대 원나라를 통해 들어왔다. 과거에는 물과 달리 잘 오염되지 않고 벽돌에 가까운 딱딱한 빵을 먹기 위해 맥주 등이 필요하기도 했다. 특히 평민들은 깨끗한 물을 쉽게 구할 수가 없어서 물 대신 술을 많이 마셨다. 그래서 군대의 필수 보급품으로 여겨지기도 했다. 현대에도 이런 전통은 남아있다.

## 종류
술은 크게 발효주와 증류주로 나뉜다. 발효주는 곡물이나 과일의 즙을 효모를 이용하여 발효한 술이다. 발효주는 대개 1~8%의 알코올을 함유하며 함유량이 높아도 12% 정도이다. 효모가 생존할 수 있는 최대 알코올 함유량이 13%이기 때문이다. 증류주는 일단 만든 술을 다시 증류해서 도수를 높인 술이다. 위스키·브랜디·소주 따위가 있다.
증류주에 약용 재료를 넣어 약주를 만든다. 여러 가지 술과 음료를 섞어 마시는 것은 칵테일이라 불린다. 대한민국에서는 위스키와 같은 증류주를 맥주와 섞어 폭탄주를 마시기도 한다.

### 발효주
- 막걸리 : 청주를 떠내지 않고 그대로 걸러 짠 술이다. 빛깔은 탁하며 맛은 텁텁하고 알코올 성분이 적다. 탁주(濁酒)라고도 한다. 이와 반대되는 말은 아래의 '맑은술(약주, 청주)'과 같다.
- 청주 : 찹쌀을 쪄서 지에밥과 누룩을 버무려 빚어서 담갔다가 용수를 박고 떠낸 술이다. 약주 혹은 맑은술이라고도 한다.
- 포도주 : 포도즙에 정제당을 섞어 발효시킨 술이다. 와인이라고도 한다.
- 맥주 : 엿기름가루를 물과 함께 가열하여 당화시킨 다음, 홉(hop)을 넣어 향기와 쓴맛이 나게 한 뒤에 효모를 넣어 발효시킨 술이다. 탄산수와 보리를 섞은 맛이 난다.
- 크바스 : 러시아에서 보리와 과일을 발효하여 만든 술이다. 러시아 맥주로 불리기도 한다.
- 양귀비: 소주에 양귀를 넣어 만든 술이다.
- 똥술: 막걸리와 설탕을 넣고 오래된 인분도 넣는다.

### 증류주
- 소주: 소주는 청주를 증류하여 만든 술을 가리키는 것이었으나, 최근에는 연속 증류한 후 원액을 희석한 희석식 소주를 주로 가리킨다.
- 코냑: 프랑스 코냐크 지방 명산인 고급 브랜디이다. 포도주로 만들며, 알코올 농도가 40-70%이다.
- 고량주: 수수를 원료로 하여 빚은 중국식 증류주이다. 배갈, 고량소주라고도 한다.
- 위스키: 보리·밀·옥수수 등에 엿기름·효모를 섞어 발효시킨 뒤 증류하여 만든 서양 술이다. 알코올 함유량이 많다.
- 보드카: 러시아의 대표적인 증류주이다. 알코올 함유량 40-60%이다. 무색투명하고, 냄새가 거의 없으며 조금 달콤한 맛이 있다. 칵테일용으로 흔히 쓴다.

### 발효 후 증류
- 럼주 : 사탕수수를 착즙해서 설탕을 만들고 남은 찌꺼기인 당밀이나 사탕수수 즙을 발효시킨뒤 증류한 술이다.

## 음주

### 위험성

#### 암 유발 가능성과 1급 발암 물질 지정
2010년 유럽 성인 36만 명의 음주 습관과 암 발생률을 조사한 결과 암환자 중 남자 10명중 1명(10%), 여자 30명중 1명(3%)이 술로 인해 암에 걸린 것으로 나타났다. 남자의 암 비율은 44%가 식도암, 후두암, 인두암, 33%가 간암, 17%가 대장암, 직장암으로 나타났고 여자는 대장암보다 유방암의 비율이 더 높게 나타났다.
이유는 술의 주성분인 알코올이 인체가 흡수한 발암 물질을 녹여 점막이나 인체 조직에 쉽게 침투할 수 있게 해주고 또 간이 알코올 분해를 위해 만드는 강한 독성물질인 아세트알데히드가 DNA의 복제를 방해하거나, 활성산소를 만들어 DNA를 파괴해 암을 직접적으로 일으키기 때문이다.
이에 따라 세계보건기구(WHO) 산하 국제암연구소는 알코올과 부산물인 아세트알데히드의 위험성에 대해 경고하며 이를 석면, 방사성 물질과 동급인 1급 발암물질로 지정하였다.

#### 음주운전과 사망률간 관계
음주는 주의력, 판단력, 지각능력, 눈 기능을 저하시키며 쉽게 졸음을 부른다. 이에 따라 음주량의 판단을 제대로 못하게 되어 운전에 지장이 없다고 착각하게 되며, 운전시에도 위급 상황에 대한 대처 능력이 떨어지게 된다. 또 눈 기능 저하로 시야가 좁아져 운전에 영향을 주는데 정상인 눈 기능도 20 ~ 30%나 저하되는 야간에는 그 위험성이 더욱 커지게 된다. 쉽게 졸음을 부르는 점은 곧바로 졸음운전으로 이어지게 된다.
이는 사망률을 높이는 결과로 이어지는데 실제 미국 법률정보 제공업체 렉시스넥시스와 재보험사 RGA가 미국 내 7400만대의 자동차 기록을 비교한 결과 많은 과속딱지를 받은 사람과 음주운전으로 체포된 경험이 있는 사람은 정상 운전자에 비해 사망률이 71%나 높은 것으로 나타났다.

### 문화
술에 대한 태도는 문화마다 큰 차이가 있다. 현재 모든 나라에서 술을 마시고 운전을 하는, 일명 음주운전을 금지하고 있다.

#### 일부 종교들의 금주 교리
이슬람교, 불교, 예수 그리스도 후기성도 교회 등 일부 종교의 교리는 음주를 엄금하고 있다. 이슬람 사회인 오만이나 사우디아라비아, 이집트, 리비아, 아랍에미리트 등의 국가에서 술이 보이면 보이는 대로 술은 공항에서 압수하는 것, 모르몬 교 사회인 미국 유타주나 사우디아라비아, 방글라데시, 리비아, 튀니지, 아프가니스탄, 리비아, 파키스탄, 이집트, 아랍에미리트 등에서 술집이 없고 술을 팔지 않는 것도 이 때문이다. 두바이의 경우 요리에 술을 못 쓰게 하고 있다.

#### 법률에 의한 금주
조선 시대에는 영조가 경제적인 이유로 금주령을 내렸다. 이후 미국에서도 종교적인 이유로 '금주법'을 만들어 술을 마시지 못하게 하였으며, 일본 후쿠오카현 후쿠오카시는 공무원에게 1달 동안 술을 마시지 못하게 하기도 하였다. 일본 자유민주당에서는 금주령을 내려 당원들이 술을 못 마시게 하고 있다. 현재 일부 국가는 공무원에게만 금주령을 내리기도 한다.

#### 청소년 음주
현재 어린이들과 청소년들의 음주 문제로 골치를 앓고 있다.

#### 음복
한편 동아시아의 제사에서 술의 음복은 곧 제사에 사용된 술과 음식을 나누어 먹음으로써 공동체 의식을 갖는 전통은 중요한 의례 가운데 하나이다.

#### 회식
한국에서는 직장 생활의 일환으로 회식을 통해 술자리를 마련하는 경우가 아주 많다. 대한민국의 간암 발병률은 북미 등 다른 지역에 비해 많은 편인데, 회식에서의 지나친 음주가 그 원인이라는 분석이 있다.

#### 기독교
로마 가톨릭교회, 동방정교회, 개신교 등의 기독교 교회들의 전례(예전)에서는 초기 기독교에서부터 예수의 몸과 피를 뜻하는 빵과 포도주를 먹고 마심으로써 거룩한 사귐을 가지는 성만찬을 갖는다. 이는 예수가 최후의 만찬에서 "나를 기념하여 이 예식을 행하라."고 말한 복음서 저자들과 파울로스의 이야기에 근거한다. 술에 대한 기독교 교회들의 해석은 차이가 있다. 성공회, 로마 가톨릭교회, 진보적인 개신교 등에서는 음주와 흡연에 대해 개인의 기호로 존중하며(그렇다고 해서 과음이나 지나친 흡연을 묵인하는 것은 아니다), 일부 보수적인 개신교에서는 술담배를 하지 않는 금욕적인 모습을 보인다. 지금도 일부 네덜란드인들은 술을 마시지 않는데, 개신교의 영향이다.

## 주류 구매의 조건
대한민국에서는 청소년 보호법에 의해 만 19세가 되는 해부터 술을 살 수 있다. 그러나 미국, 캐나다 등에서는 술은 주류판매면허가 있는 상점 (일명 리커 스토어)에서만 구매할 수 있다. 또한 미국에서는 만 21세 이상만 술을 구매할 수 있다. 다만, 미국의 일부 주에서는 일요일을 제외한 다른 요일에만 술을 살 수 있게 하거나, 일요일에는 오후에만 술을 살 수 있게 하는 경우도 있다.

## 설사
술을 과음하고 다음날에 배가 아프고 하루종일 설사하는 사람이 많다. 항문 소양증이 생길 가능성도 있으며 전해질이 부족해서 응급실에 가기도 한다. 술과 대변 냄새가 같이 나서 다음에 사용하는 사람이 더 힘들고예방법은 금주하는것이 가장 좋은 방법이다. 공중 화장실에서는 옷을 벗고 변기에 앉으려고 할때 이미 항문에서 설사가 흐르는 경우도 있고 닦을때 벽이나 손에도 묻는경우도 있다. 청소도 더 힘들고 청소하는 사람은 시끄럽게 비판하며 야단을 치기도 하고 직접 청소를 시키기도 한다.

## 같이 보기
- 담배
- 폭탄주
- 전통주
- 중국술
- 홈브루잉
- 증류주
- 일인당 연간 술 소비량에 따른 나라 목록